# Козловский, Алексей Дмитриевич
Алексей Дмитриевич Козловский (4 августа 1947 года, село Строганово Минусинского района Красноярского края) — советский и российский писатель и поэт. По профессии — школьный учитель. Член Союза писателей России (с 1994). Заслуженный учитель Республики Хакасия. Заслуженный учитель РСФСР. Лауреат литературной премии Главы Республики Хакасия — Председателя Правительства Республики Хакасия имени Моисея Баинова (2018).
Печатался в журналах «Смена», «Молодая гвардия», «Наш современник», «День и ночь», «Сибирские огни» и других.
Автор стихов гимна Бейского района.

## Биография
Родился в селе Строганово Минусинского района (иногда указывается город Минусинск). Ныне село затоплено водами Красноярского водохранилища.
Отец — председатель колхоза «Путь Ильича», 1911 года рождения. 01.06.1949 его отец стал Героем Социалистического Труда. В том же году отец умер,, семья Козловских переехала в Минусинск. После окончания семилетней школы Алексей поступил в Минусинский  сельскохозяйственный  техникум  (теперь колледж).
В 1964 году, не закончив обучение в техникуме, устраивается токарем на завод.
С 1970 года живёт в Хакасии, учительствует в Новотроицкой средней школе Бейского района Хакасии.
Первая подборка стихов «Рыжий календарь» появилась в 1970 году в газете «Красноярский комсомолец» благодаря Роману Солнцеву. По другим данным, дебют в литературе состоялся в 1969 году.
В 1975 году на VI Всесоюзном совещания молодых литераторов в Москве представлял, вместе с Е. Поповым и Огдо Аксёновой, Красноярский край. Обсуждался в семинаре Евгения Долматовского, Владимира Соколова. Был отмечен в числе лучших среди начинающих поэтов.
В 1977 вышла первая книга стихов «Дни осени».
В 1978 году закончил географический факультет Красноярского государственного педагогического института.
В 1994 году принят в «Союз писателей России».
Живёт в селе Новотроицкое Бейского района.

## Награды, поощрения
В 2012 году награждён литературной премией «За верное служение отечеству и литературе», медалью А. П. Чехова, в 2018 году — литературной премии Главы Республики Хакасия — Председателя Правительства Республики Хакасия имени Моисея Баинова, в 2019 году — Почётной грамотой Правительства Республики Хакасия.

## Публикации о Козловском и его творчестве
- Алексей Дмитриевич Козловский : [крат. биогр. справка] // В сердце моем — Саяны! — Саяногорск, 1996. — С. 44.
- Алексей Дмитриевич Козловский : [крат. биогр. справка] // Саянский венок Пушкину. — Абакан, 1999. — С. 102.
- Алексей Дмитриевич Козловский : [крат. биогр. справка] // По праву памяти. — Абакан, 2005. — С. 32.
- [Алексей Козловский] // Дом для Стрежня. — 2001. — № 3. — С. 4. — (Лит. прил. к газете «Саян. ведомости»).
- Ахпашева Н. В час наития (О стихах А. Козловского) // Республика. — 1994. — 1 июля. (О жизни и творчестве Козловского)
- Ашмарина О. «Сезон разлук» завершен (К выходу в свет кн. стихов А. Козловского «Сезон разлук») //Хакасия.-1994.- 15 июня (О жизни и творчестве Козловского)
- Балашов В. [Алексей Козловский] // Огни Саян. — 1995. — 14 дек.
- Василенко В. Соблазн заманчивой неясности (О книге стихов «Дни осени») // Красноярский комсомолец. — 1977. — 22 сентября. (О жизни и творчестве Козловского)
- Владимиров В. Уходит лето… (О сборнике стихов «Дни осени») // Красноярский рабочий. — 1977. — 21 августа. (О жизни и творчестве Козловского)
- Козловский, А. Пишу стихи // Хакасия. — 1995. — 5 янв.
- Козловский Алексей Дмитриевич (Род. 04.08.1947. в селе Строганова, Минусинского р-на, Красноярского края); Писатель. / Писатели Хакасии. Библиографический справочник. — Абакан; 2000.- с.74-76. (кх).
- Козловский А. «Я — один из многих поэтов Сибири»: встречи по четвергам: [гость города, красноярский поэт А. Д. Козловский ] /А. Козловский; записала Г. Канкеева //Власть труда. — 2012. — 25 окт.
- Козловский Алексей Дмитриевич : [биогр. справка] // Литераторы Енисея : от истока до устья. — Красноярск, 2015. — С. 83.
- Колбасов А. Тандем удачи (О новых книгах писателей Хакасии, в том числе о кн. А.Козловского//Хакасия.-1994.-24 сентября (О жизни и творчестве Козловского)
- Колущинская М. …И шум дождей, и музыка стихов (о сборнике стихов А. Козловского «Мои дожди»//Хакасия.-1995.- 1 августа (О жизни и творчестве Козловского)
- Логинова, М. «Лета к суровой прозе клонят» : разговор с Алексеем Козловским о литературе, о времени и о себе // Хакасия. — 1997. — 30 сент. — С. 6.
- Матросов Е. Творчество: [Об учителе географии Ново-Троицкой школы Бейского района А. Д. Козловском] // Сов. Хакасия. — 1985. — 6 марта.
- Полежаев В. «Наш поэт…Наш учитель», или наслаждение творчеством (об А.Козловском с. Новотроицкое) //Хакасия.-1995.-18 мая (о жизни и творчестве Козловского)
- Сысолятин Г. «Сезон разлук» (о сборнике стихов А.Козловского//Хакасия.-1994.-5 августа. (О жизни и творчестве Козловского)
- Сысолятин Г. «Сезон разлук» // Стрежень. — 1996. — № 1. — С. 48-49.
- Шленская Г. Ответственность дебюта (Об сборнике стихов «Дни осени» и «Светлые леса») // Енисей. — 1982. — № 3. с. 70-72. (О жизни и творчестве Козловского)
- Яковлева И. Уходит музыка (о поэте А.Козловском//Саянская заря.-1995.- 1 января

На хакасском языке
Топоев И. Поэттi чир — суунда аарлапчалар // Хакас чирi. — 1995. — 23 февр.